# Вещєво (аеродром)
Вещєво — колишній військовий аеродром. Не обслуговується та не експлуатується. Знаходиться в Ленінградській області, на схід від міста Виборг.

## Історія
Військовий аеродром Вещєво збудовано 1952 році. Розташований у 23 км на схід від міста Виборг Ленінградської області, площа складає 789,49 га.

### 57-й гвардійський винищувальний Червонопрапорний авіаційний полк ППО
З весни 1952 року на аеродромі несли бойове чергування «вахтовим методом» ескадрильї на МіГ-15 з 41-ї винищувальної авіадивізії ППО (Пушкін). З березня 1952 року на аеродромі базується 20-та винищувальна авіаційна дивізія ППО у складі:
- 57-й гвардійський винищувальний Червонопрапорний авіаційний полк ППО (з 03.1952 по 01.06.1978) на літаках МіГ-15, МіГ-17, МіГ-19 і Су-9;
- 180-й гвардійський винищувальний Сталінградський Червонопрапорний авіаційний полк ППО на літаках МіГ-15.

Влітку 1952 полки, отримавши МіГ-15 приступили до бойового чергування на аеродромі. Влітку 1953 був введений в дію аеродром Громово, куди було перебазовано 180-й гвардійський винищувальний Сталінградський Червонопрапорний авіаційний полк ППО. У 60-ті роки в полку проходив службу майбутній космонавт та двічі Герой Радянського Союзу Петро Климук. У червні 1978 року особовий склад та техніка були розподілені за іншими полками ППО, а гвардійський прапор, друк і формуляр частини були передані до 991-го винищувального полку в Бесівці під Петрозаводськом, який прийняв ім'я 57-го гвардійського.

### 66-й авіаційний полк винищувачів-бомбардувальників
Восени 1978 року з міста Пушкін на аеродром перебазувався 66-й авіаційний полк винищувачів-бомбардувальників, що входив до складу ВПС Ленінградського військового округу (в/ч 61849). 1989 року 66-й апвб було передано в авіацію Балтійського флоту, перейменовано на 66-й окремий морський штурмовий авіаційний полк і введено до складу бойових сил Балтійського флоту. У 1993 році було ухвалено рішення про розформування в/ч 61849 «Вещєво». Останній бойовий зліт було здійснено з аеродрому 25 листопада 1993 року. 1 грудня 1993 року 66 авіаційний полк було розформовано.

### Історія після 1993 року
Після звільнення військових аеродром відразу ж привернув увагу уряду Ленінградської області. Було розроблено проєкт, який передбачав конверсію військового аеродрому в цивільний вантажний аеропорт (ВАТ «Аеропорт „Виборг“»). Але проєкт провалився і державне підприємство було вирішено приватизувати. Більшість майна підприємства вже розпродано, залишилася лише злітно-посадкова смуга з демонтованими плитами та руліжні доріжки. З 31 липня 2002 р. рішенням Арбітражного суду Петербурга та Ленобласті підприємство визнано банкрутом, відкрито конкурсне провадження. На даний час має стан злітного поля.

## Інциденти

### Захоплення літака
8 березня 1988 року сім'я Овечкіних викрала літак Ту-154, який прямував за маршрутом Іркутськ — Курган — Ленінград. У літаку перебувало 170 осіб. Погрожуючи зброєю і бомбою, за допомогою якої вони мали намір підірвати літак, терористи зажадали в екіпажу змінити курс і летіти в Лондон. Пілотам вдалося переконати викрадачів, що для такого тривалого перельоту літаку необхідна дозаправка. Повітряне судно посадили на військовий аеродром «Вещєво», роз'яснивши Овечкіним, що це вже Фінляндія (на воротах одного з літакових ангарів спеціально зробили напис «AIR FORCE»). Але, побачивши поруч зі ЗПС радянських солдатів, терористи зрозуміли, що їх обдурили. У люті вони вбили бортпровідницю Тамару Жарку. У цей час група захоплення (спецназ МВС) під'їхала до літака на бензозаправнику і, увірвавшись до салону через кабіну пілотів і хвостову частину, відкрила вогонь. Під час штурму брати, вирішивши накласти на себе руки, підірвали бомбу. Від вибуху загинув тільки один із братів, інших розстріляв старший брат, який перед цим застрелив матір, що керувала викраденням літака, після чого застрелився сам. У живих залишилися тільки 28-річна Ольга Овечкіна і 17-річний Ігор Овечкін. Під час штурму загинули 3 заручники, 35 поранено. Літак згорів.